# Anna Kajalina
Anna Kajalina est une joueuse estonienne de volley-ball née le 8 mars 1991 à Narva. Elle mesure 2,03 m et joue au poste d'attaquante.

## Clubs
| Club                       | De        | À         |
| -------------------------- | --------- | --------- |
| Narva Spordikool Energia   | 2004-2005 | 2008-2009 |
| River Volley Piacenza      | 2009-2010 | 2011-2012 |
| Minerva Volley Pavia       | 2012-2013 | 2012-2013 |
| Promoball Volleyball Flero | 2013-2014 | 2013-2014 |
| Neruda Volley              | 2014-2015 | 2014-2015 |
| AS Saint-Raphaël           | 2015-2016 | 2016-2017 |
| Teodora Pallavolo Ravenna  | 2017-2018 | 2017-2018 |
| Pallavolo Pinerolo         | 2018-2019 | 2018-2019 |
| Cutrofiano Volley          | 2019-2020 | …         |

## Palmarès
- Coupe d'Italie A2
  - Vainqueur : 2015.
  - Finaliste : 2014.
- Championnat de France
  - Vainqueur : 2016.
- Supercoupe de France
  - Vainqueur : 2016.